# 瓦尔察
瓦尔察（德語：Warza，發音：[ˈvaʁtsa]）是德国图林根州哥达县曾经的市镇，面积6.49平方千米，2017年12月31日人口为721人。2019年1月1日，瓦尔察与另外10个市镇合并为新市镇内瑟塔尔。